# Discorso di Stoccarda
Il discorso di Stoccarda sulla riaffermazione della politica tedesca (conosciuto anche come il "discorso della speranza", in inglese speech of hope) è un intervento tenuto a Stoccarda il 6 settembre 1946 da James F. Byrnes, segretario di Stato degli Stati Uniti d'America. Tale discorso pose le basi della futura politica estera statunitense in quanto rigettò le idee economiche previste dal Piano Morgenthau e, con il suo messaggio di cambiamento verso una politica di risollevamento economico, diede speranza ai tedeschi per il futuro dopo il tremendo periodo della seconda guerra mondiale.

## Contesto storico e contenuto
La maggior preoccupazione delle potenze occidentali in merito alla Germania era che la povertà e la fame cui il Piano Morgenthau avrebbe ridotto i tedeschi li avrebbe spinti ad avvicinarsi al comunismo. Lo stesso Lucius D. Clay, generale dell'occupazione statunitense, affermò:
(Lucius D. Clay)
Il discorso fu anche visto come una prima ferma posizione contro l'Unione Sovietica poiché affermò l'intenzione degli USA di mantenere una presenza militare in Europa per un tempo indefinito. Ma la sostanza del messaggio era, come Byrnes disse un mese più tardi, che "il cuore del nostro programma era vincere il popolo tedesco... era una battaglia di pensiero tra noi e la Russia."
Sulla questione dell'integrità territoriale tedesca si affermò che "gli USA non appoggeranno alcuna divisione del territorio che è indiscutibilmente tedesco, né alcuna divisione della Germania che non sia genuinamente desiderata dalle popolazioni interessate. Attualmente gli Stati Uniti sono a conoscenza che la gente della Ruhr e della Renania desidera rimanere unita al resto della Germania. E gli Stati Uniti non si opporranno a questo desiderio."
Byrnes, che accettò la sponda occidentale del fiume Neiße come confine provvisorio con la Polonia, rispose positivamente alle rivendicazioni polacche e sovietiche sui territori tedeschi ad est della linea Oder-Neiße un'area comprendente circa il 25% della Germania anteguerra (1937). Nel suo discorso, lasciò intendere che l'estensione finale dell'area ad est dell'Oder-Neiße sarebbe diventata definitivamente polacca, dicendo "i sovietici e i polacchi hanno sofferto enormemente per mano delle armate invasori di Hitler. Come risultato degli accordi di Jalta, la Polonia ha ceduto all'Unione Sovietica il territorio a est della Linea Curzon. In ragione di ciò, la Polonia ha chiesto di rivedere i suoi confini settentrionale e occidentale. Gli Stati Uniti appoggeranno la revisione di queste frontiere a favore della Polonia. Tuttavia, l'estensione dell'area da essere ceduta alla Polonia deve essere determinata quando l'insediamento finale è d'accordo al riguardo."
Byrnes di fatto non affermò che tale cambiamento ci sarebbe stato. Lo scopo del discorso, di concerto con le attività diplomatiche statunitensi, era finalizzato alla propaganda in Germania a favore delle potenze occidentali, che potevano così incolpare la mancata attuazione sul confine polacco-tedesco e le espulsioni a danno della popolazione tedesca sulla sola Russia.